# Flachsberg (Naturschutzgebiet)
Koordinaten: 49° 48′ 21″ N, 7° 32′ 9″ O
Das Naturschutzgebiet Flachsberg liegt im Landkreis Bad Kreuznach in Rheinland-Pfalz.
Das etwa 5,5 ha große Gebiet, das im Jahr 1980 unter Naturschutz gestellt wurde, erstreckt sich südöstlich der Ortsgemeinde Simmertal und westlich der Ortsgemeinde Martinstein. Am südlichen Rand des Gebietes verläuft die B 41, unweit südlich fließt die Nahe.
Schutzzweck ist die Erhaltung des Flachsberges mit seinen submediterranen Trockenrasen, seinen artenreichen Pflanzengesellschaften und als Standort seltener Pflanzen aus wissenschaftlichen Gründen.